# Bab Agnaou

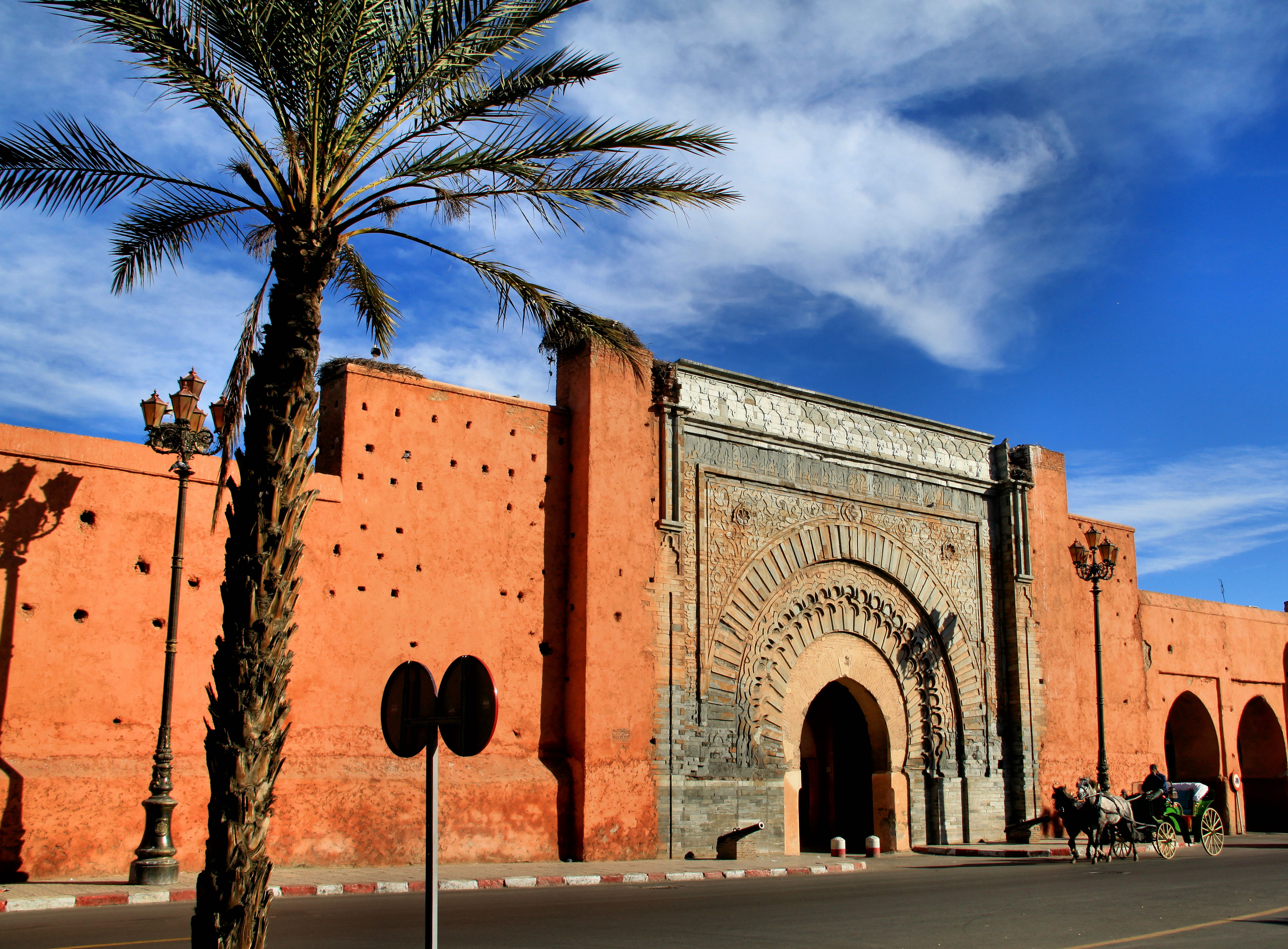
Bab Agnaou in der Stadtmauer aus Stampflehm

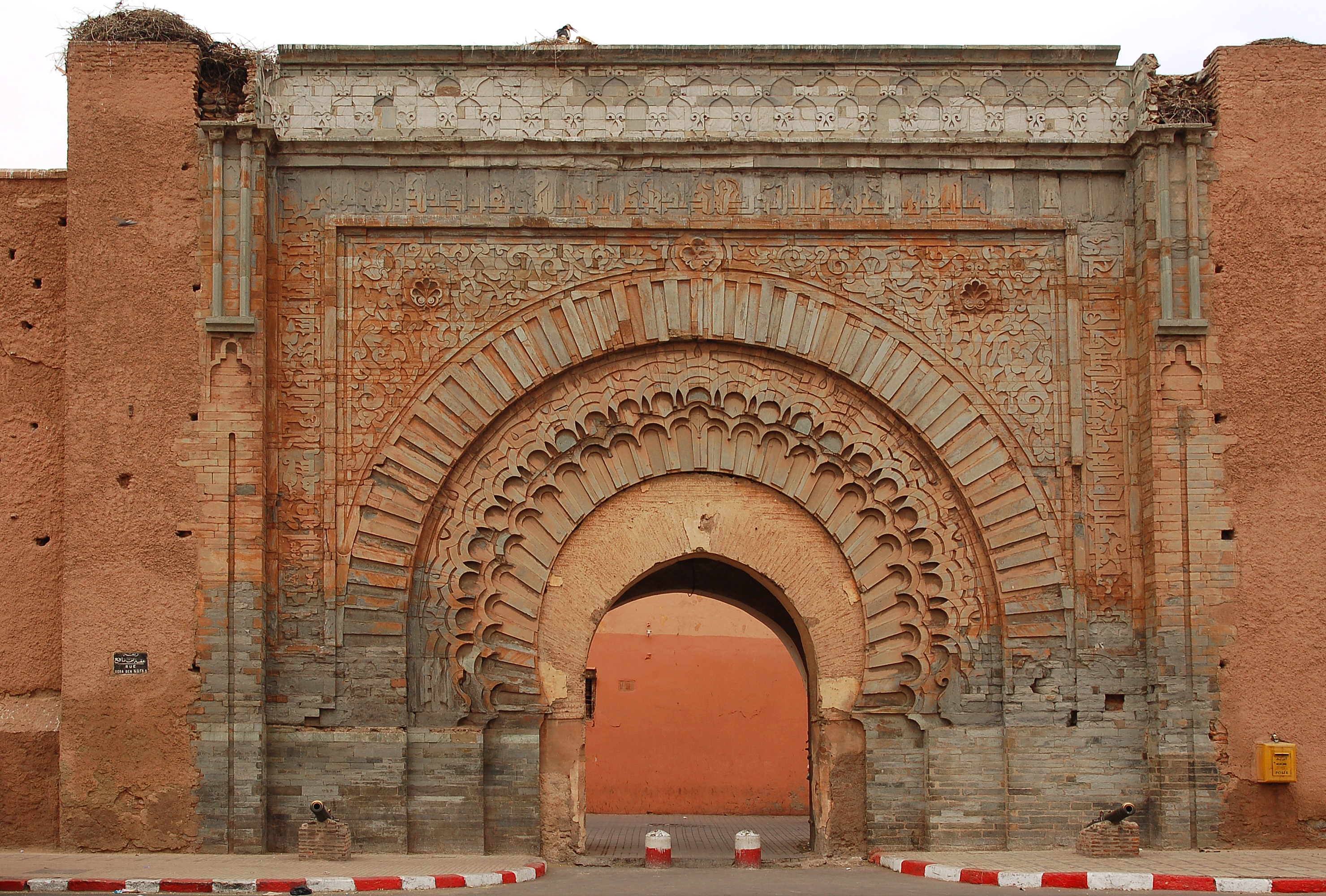
Bab Agnaou

Das Bab Agnaou (arabisch باب اكناو) ist der bedeutendste historische Torbau von Marrakesch und ein wichtiges Zeugnis der Maurischen Architektur. Der Name bedeutet wahrscheinlich so viel wie das „schwarze Tor“ oder „Tor der Schwarzen“.

## Lage
Das Bab Agnaou bildet die Grenze zwischen der Altstadt (medina) von Marrakesch und dem ehemaligen Palast- und Regierungsviertel (kasbah); es hatte also keine Verteidigungsaufgaben zu erfüllen, sondern war in erster Linie repräsentativ gemeint. In seiner Nachbarschaft befinden sich die Saadier-Gräber und das deutlich einfacher gestaltete Stadttor Bab er Robb.

## Geschichte
Die Datierung des Torbaus ist in der Forschung umstritten: Einige Archäologen bzw. Bauhistoriker befürworten eine Entstehung kurz nach der Einnahme von Marrakesch (1147) unter dem ersten Almohaden-Sultan und selbsternannten Kalifen Abd al-Mu'min (reg. 1130–1163); andere sehen dessen Enkel Yaʿqūb al-Mansūr (reg. 1184–1199) als Auftraggeber und befürworten somit eine Entstehungszeit um das Jahr 1195, wodurch es eher in die zeitliche und künstlerische Nähe zu den Toren von Rabat (s. u.) gerückt würde. Im 18. Jahrhundert wurde der eigentliche Durchgangsbogen unter Sultan Mulai Muhammad III. verkleinert.

## Architektur und Dekor
Der leicht aus der umgebenden Stampflehmmauer hervortretende und im Innern abgewinkelte Kernbau des Bab Agnaou ist aus Ziegelsteinen gemauert; sichtbar ist jedoch nur die Verkleidung aus Hausteinen mit Inschriftenbändern und einem – später hinzugefügten – helleren und mit zinnenartigen Ornamenten geschmückten Aufsatz. Die beiden oberen Säulenpaare sollten jeweils mit einer Art Konsole abschließen, die jedoch beide entweder nicht vollendet oder aber in späterer Zeit zerstört wurden. In den Zwickeln links und rechts des im oberen Teil von einem Alfiz gerahmten hufeisenförmigen Durchgangs finden sich vegetabilisches Rankenwerk und die für den Maurischen Stil so typischen Muschelornamente, die sich mit „Wasser“, „Lebenskraft“ und sogar dem „Paradies“ in Verbindung bringen lassen. Innerer und äußerer Torbogen zeigen ein Plattendekor; die beiden – in der Tiefe voneinander abgesetzten – mittleren Bögen sind hingegen mit Vielpassbögen geschmückt, von denen der äußere zweigeteilt ist und den Nachbarbogen permanent überschneidet.